# Adolf Zimmermann

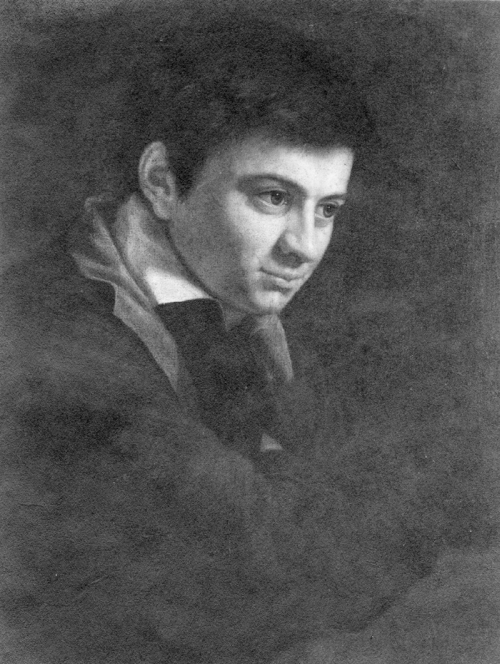
Porträt Zimmermanns von Josef Maria Grassi

Adolf Gottlob Zimmermann (* 1. September 1799 in Lodenau-Neusorge, Oberlausitz; † 17. Juli 1859 in Breslau) war ein deutscher Maler. Er gehörte zur Künstlergruppe der Nazarener der Düsseldorfer Malerschule.

## Leben und Wirken

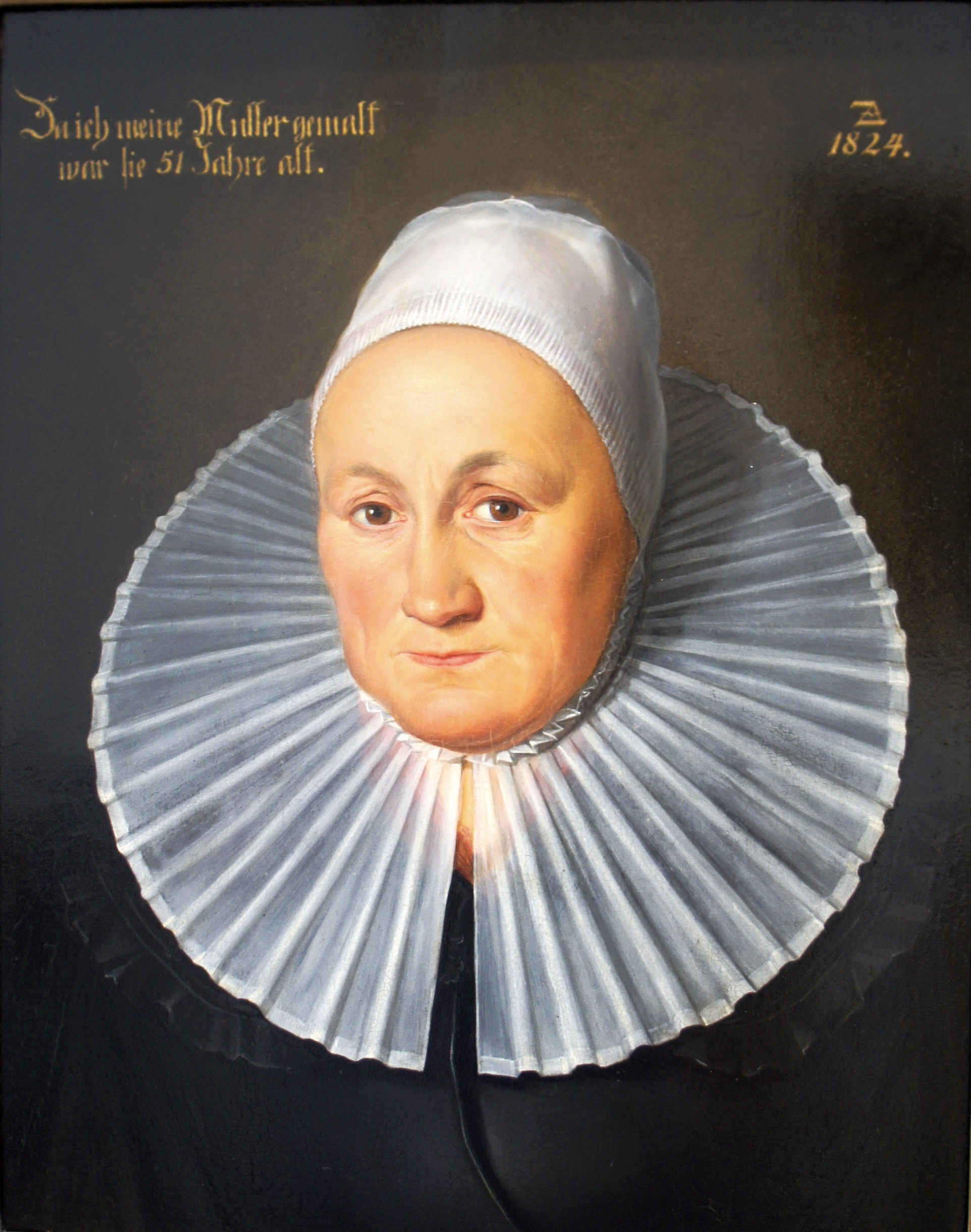
Mutter Johanna Christina Zimmermann, 1824

Adolf Zimmermanns Vater war Johann Gottlob Zimmermann, herrschaftlicher Diener auf Schloss Lodenau beim Grafen Adolf Friedrich Abraham von Gersdorff (1739–1810), Sohn des Wirklichen Geheimen Kriegsrathes und herrnhutischen Kirchenlieddichters Wolf Caspar Abraham von Gersdorff (1704 bis 1784). Für seine treuen Dienste erhielt er neben einem Grundstück in Neusorge auch einige Rechte für künftiges Auskommen als Belohnung. Für den erstgeborenen Sohn Adolf übernahm der Graf die Patenschaft und sorgte finanziell für seine künftige Ausbildung.
Adolf Zimmermann war Schüler am Herrnhuter Pädagogium in Niesky, wo auch sein künstlerisches Talent gefördert wurde. Im Anschluss daran sollte er in Herrnhut einen Handwerksberuf erlernen. Dieser Bestimmung entzog er sich, wohl mit Unterstützung der Gutsherrschaft, und begab sich an die Kunstakademie in Dresden, die ihn als Schüler aufnahm. Von 1818 bis 1825 studierte er bei Ferdinand Hartmann und Johann Carl Rößler Malerei. Seine Kommilitonen waren unter anderen Wilhelm von Kügelgen, Carl Koopmann und Carl Gottlieb Peschel.

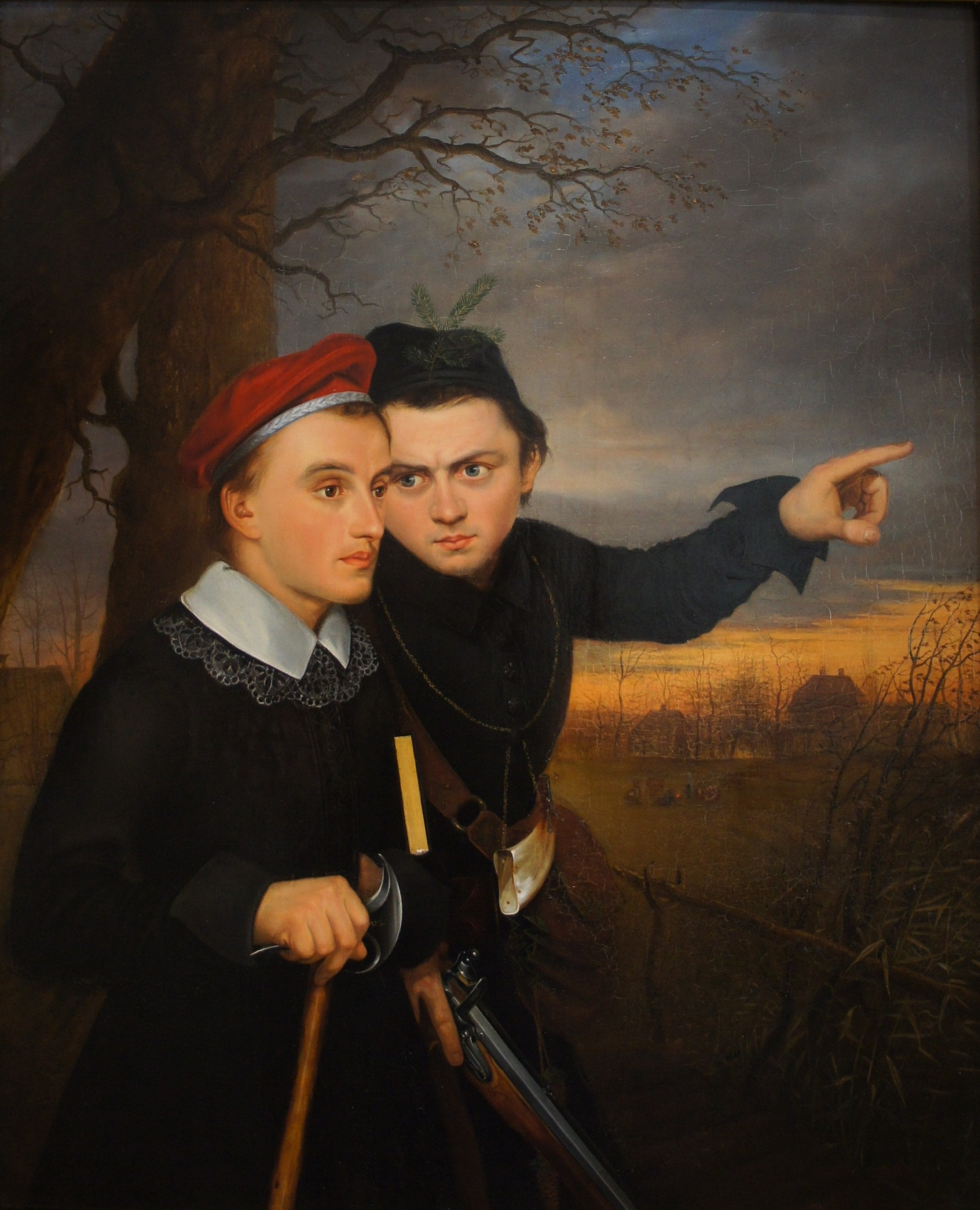
Auf der Jagd. Selbstbildnis mit dem Freund Carl Peschel, (mit roter Mütze) 1825

Nach Abschluss des Studiums bekam Zimmermann auf Empfehlung des Direktors der Akademie, Graf Heinrich Vitzthum von Eckstädt, ein königliches Stipendium, um eine Bildungsreise nach Italien zu unternehmen. Im Herbst 1825 machte er sich mit seinem Freund Carl Peschel auf den Weg nach Rom. Die Reise führte sie nach Stuttgart, wo sie den Bildhauer Johann Heinrich Dannecker besuchten, über München, wo sie Peter von Cornelius auf dem Malergerüst in der Glyptothek trafen, weiter nach Tirol, in die Schweiz und über die Alpen nach Italien.
Am 7. November 1825 erreichte Zimmermann Rom. Dort traf er Künstlerkollegen wie Ludwig Richter, Friedrich Overbeck, Julius Schnorr von Carolsfeld, Bonaventura Genelli, Josef Führich und zog mit dem Maler Adolf Lößner zusammen.
Zimmermann skizzierte Landschaften und studierte die großen Maler. Ein Höhepunkt seines Aufenthaltes war vermutlich der Ausflug mit Joseph von Führich, mit dem er die Altertümer und Kunstschätze in Neapel und auf Capri besichtigte. Bei dieser Gelegenheit lernte er auch die Maler Carl Blechen und August Kopisch kennen.
1826 erhielt Zimmermann für zwei weitere Jahre königliche Unterstützung für seine Studien in Rom. Das für 1829 bewilligte Stipendium nutzte der Maler überraschenderweise für seine Rückreise nach Deutschland.
Der treu-evangelische Zimmermann verließ Rom vermutlich auf Grund religiöser Zwistigkeiten, denn er trat nicht wie viele seiner Malerkollegen zum katholischen Glauben über. Man war der Ansicht, dass man nur mit einer katholischen Weltanschauung Großes in der biblischen Historienmalerei schaffen könne. Seiner Braut begründete er in einem Brief seine Absicht, Italien zu verlassen, allerdings damit, dass er mit der bisherigen Unterstützung nicht viel beginnen könne und zusätzliche Mittel ihm nicht bewilligt worden seien.
Im April 1830 machte sich der Maler mit gefüllten Skizzenbüchern nach Deutschland auf. Über Pisa, Perugia, Florenz, Fiesole, Venedig, Graubünden, Schaffhausen, Freiburg im Breisgau, Frankfurt am Main und Köln gelangte er wieder nach Dresden.
Er nahm Wohnung in der Pirnaischen Vorstadt an der Elbe und betätigte sich als Zeichenlehrer und Bildnismaler. Letzteres war Zimmermann nicht genug, denn er fühlte sich stark zur historisch-biblischen Malerei hingezogen. Auch über die Auftragslage beklagte er sich: „Die Anzahl der Künstler vermehrt sich in dem gleichen Maße, wie das Interesse des Publikums abnimmt.“ und beschloss 1834 Dresden zu verlassen.
Mit einem Empfehlungsschreiben an den begüterten westfälischen Adel ließ sich Zimmermann in Münster nieder und bekam daraufhin mehrere Aufträge.
Im Herbst 1834 besuchte ihn ein Düsseldorfer Künstler. Dieser schwärmte ihm von der dortigen Akademie vor und riet ihm, seine Dresdner Arbeiten dort vorzustellen. Dem Rat folgend, konnte der Maler dabei auch eines seiner Bilder verkaufen. Dann traf er sich mit Wilhelm von Schadow, dem Direktor der Kunstakademie, und siedelte für die „göttliche Kunst“ noch im Winter 1834/35 nach Düsseldorf über.
Der Romantiker Schadow wollte weg von der gekünstelten stilisierten Malweise wieder hin zur Natürlichkeit. Das Konzept und sein Lehrtalent verhalf der Düsseldorfer Malerschule zu hervorragendem Ruf und vielen Erfolgen auf den Kunstausstellungen. Er nahm Zimmermann trotz großen Andranges in die Meisterklasse als selbständig arbeitender Künstler auf und förderte ihn anfangs.
Ein zweites Mal geriet Zimmermann in einen Religionskampf, der zwischen den an die Akademie berufenen ostdeutschen, überwiegend evangelischen Künstlern und den eingesessenen, katholischen Rheinländern entbrannte. Schadow, der in Rom zum katholischen Glauben konvertiert war, stellte sich dabei gegen die aufkommenden evangelischen Künstler. Für den sensiblen Zimmermann, dem Religion ein Bedürfnis darstellte, begann eine harte Leidenszeit.

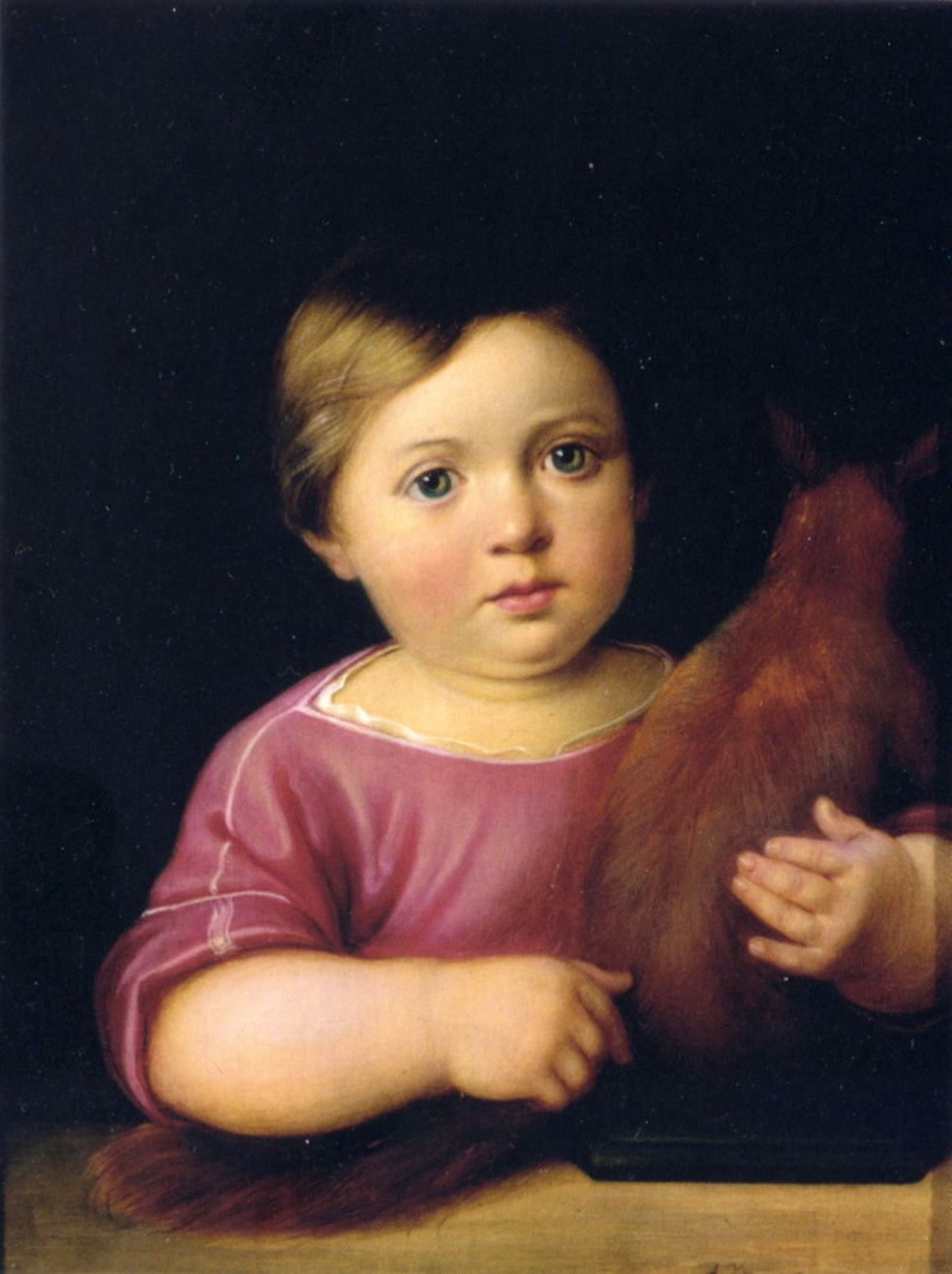
Tochter Liesbeth mit Eichhörnchen, 1845

Da der Maler die letzten Jahre gut verdiente, entschloss er sich 1837, seine langjährige Braut zu heiraten und nach Düsseldorf zu holen. Auf Grund mangelnder Absatzmöglichkeiten infolge der politischen und theologischen Auseinandersetzungen verschlechterte sich die finanzielle Lage des Paares nun aber. Die Gattin beschloss daher 1842, mit den beiden Jungen in ihr Elternhaus zurückzukehren, um die hohen Haushaltungskosten zu senken. Die Trennung von der Familie mit der inzwischen geborenen Tochter, seine seit Rom angeschlagene Gesundheit und die andauernden religiösen Streitigkeiten ließen den Maler über einen Weggang aus Düsseldorf nachdenken.
Der Kunsthistoriker Karl Schnaase empfahl Zimmermann, nach Breslau zu gehen, da er die Stadt auf Grund geringer Konkurrenz ideal für einen fleißigen Maler hielt. Zimmermann bat daraufhin seinen früheren Seelsorger in Rom, den Heidelberger Theologieprofessor Richard Rothe,  um Rat. Rothe erinnerte sich gern an sein treues Gemeindemitglied und schrieb seinem Schwager, dem Superintendenten August Hahn in Breslau, mit der Bitte sich des Malers anzunehmen.
Zimmermann siedelte 1846 mit seiner Familie nach Breslau um. Auf Grund einiger Empfehlungen erhielt der Künstler auch bald Aufträge, wobei es sich vorerst hauptsächlich um Porträtmalerei und wenige biblische Bilder handelte. Einer seiner Auftraggeber war der katholische Fürstbischof Heinrich Förster. Der kunstverständige Geistliche kaufte Zimmermann einige Bilder mit biblischen Themen ab und beauftragte den Maler, einige seiner Arbeiten zu kopieren.
Zum Anfang der 1850er Jahre beklagte sich Zimmermann über ständig fallende Preise für seine Arbeiten. Der Adel zahlte auf Grund geringer Ernten schlecht. Für schmales Honorar porträtierte er oft fern von Breslau auf deren Gütern.
Als sich gegen 1855 bei Zimmermann nachlassende Sehkraft bemerkbar machte und ihn zudem eine der Cholera ähnliche Krankheit schwächte, bekam der Maler finanzielle Hilfe von vielen Berufskollegen, besonders von seinem nach Dresden gezogenen Freund Hermann Plüddemann. Obertribunalrat Schnaase versuchte vergeblich, ihm eine Lehrtätigkeit zu verschaffen und stellte auch Gesuche um finanzielle Beihilfen, doch ebenfalls erfolglos.
Am 17. Juli 1859 starb Zimmermann in Breslau. „Ein […] ermüdeter Streiter für die ‚göttliche Kunst‘, deren reiner Jünger er trotz aller Anfeindungen und Enttäuschungen geblieben ist.“

### Familie

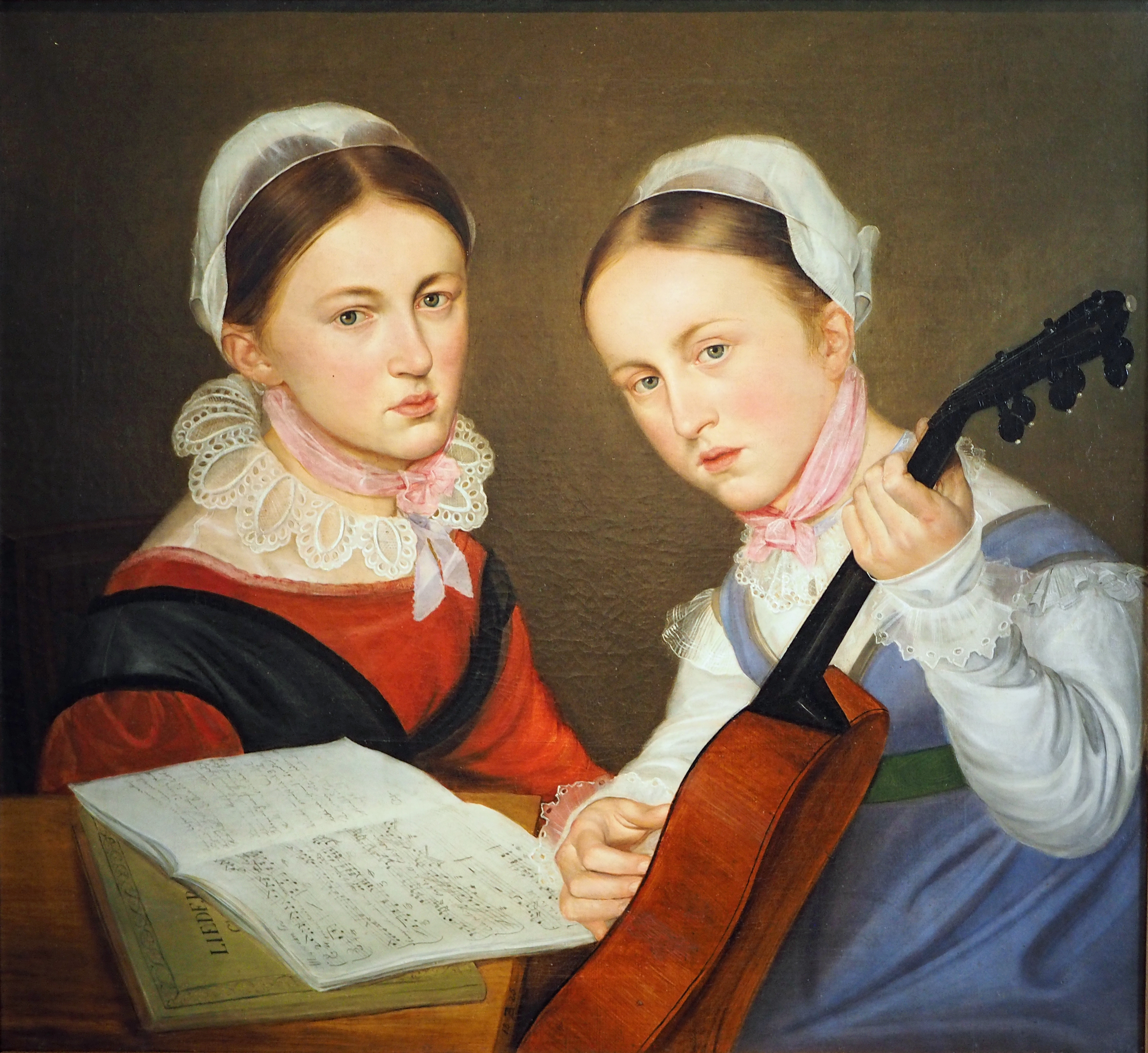
Amalie Louise Geller mit der Gitarre und ihre Schwester Hermine Mathilde (1825)

Während seiner Studienzeit hielt sich Zimmermann oft in Niesky auf. In dieser Zeit malte er einige Porträts von wohlhabenden Bürgern. Bei solcher Gelegenheit lernte er die Töchter des Seifenfabrikanten Geller kennen und verliebte sich in Amalie, die jüngere der beiden Schwestern.
Die Eltern der Braut waren gegen eine Verbindung mit dem armen Künstler. Zwölf Jahre verband sie heimlich ein reger Briefwechsel. Im Dezember 1837 endlich hielt das Paar in Niesky Hochzeit. Die beiden bekamen zwei Jungen und eine Tochter.
- Hermann Adolf (1841–1916), Gymnasiallehrer und Spinnenforscher
- 2. Sohn: unbekannt
- Tochter Elisabeth (1844–nach 1924)

Adolf Zimmermanns jüngerer Bruder Moritz (1804–1876) war ab 1840 Rektor der Rothenburger Stadtschule.

## Werke
Der künstlerische Nachlass Zimmermanns wurde 1860 in Dresden versteigert, dabei handelte es sich um mehr als 100 Zeichnungen und Ölstudien. Seine Werke finden sich heute in Kirchen, im Dresdner Kupferstichkabinett und in privaten Sammlungen. Das Kulturhistorische Museum Görlitz erhielt 2004 eine Schenkung der Erben des Künstlers. Das Konvolut umfasste 4 Gemälde, ca. 150 Zeichnungen und eine Handschrift.
Auswahl
- Selbstbildnis, Dresden 1821

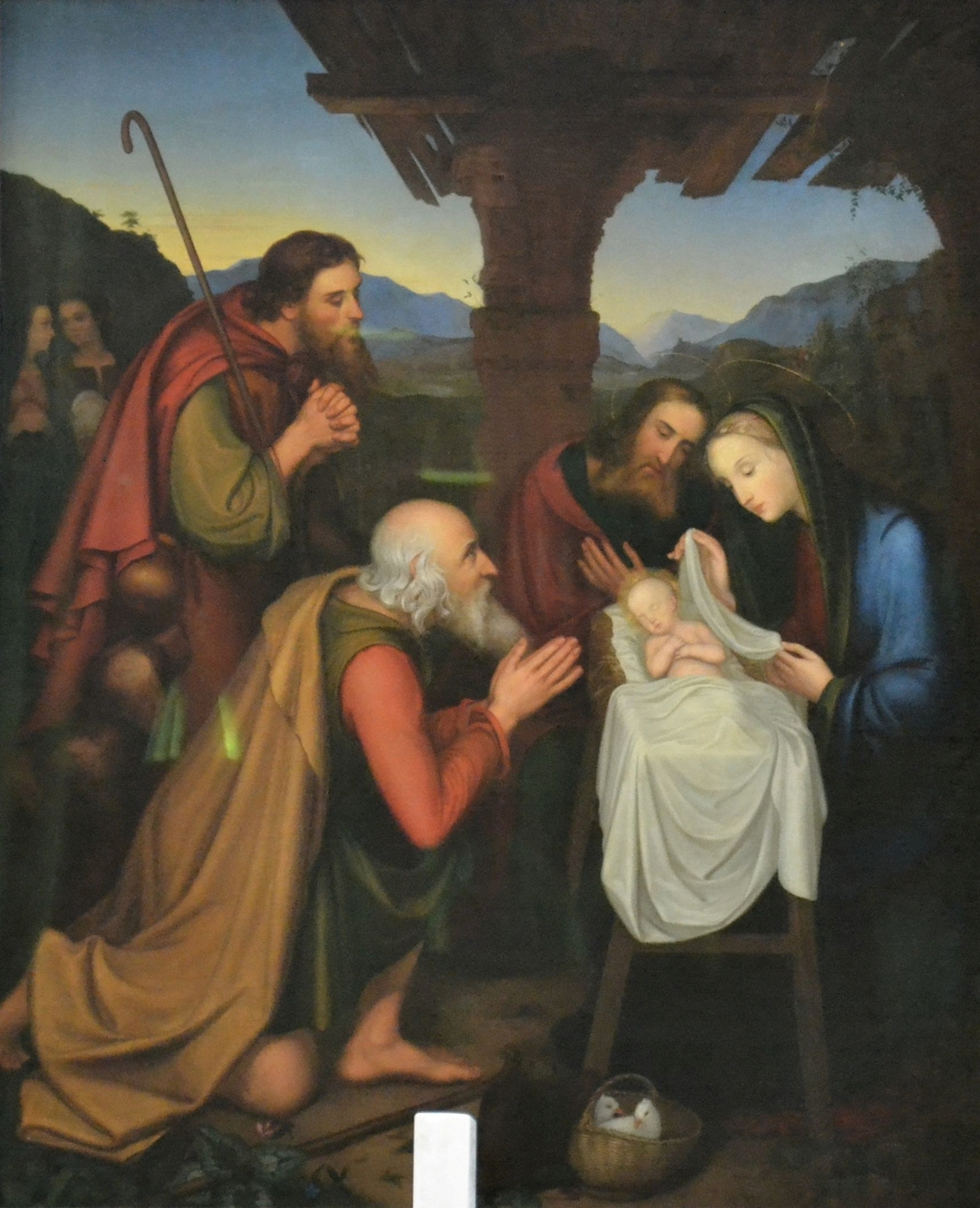
Die Anbetung der Hirten. Altarbild in der Friedenskirche (Essen-Steele), um 1840

- Die Heimsuchung Mariä. „Meine Seele erhebe den Herrn!“, um 1829
- S. Hieronymus, 1830
- Boas und Ruth, 1831
- Die Anbetung der Hirten, Düsseldorf 1834
- Christus bei Maria und Martha, Düsseldorf 1836
- Christus und die Jünger bei Emaus. Die Jünger laden den Heiland in ihr Haus, Düsseldorf 1836
- Jacob, nachdem er mit dem Engel gerungen, wird von diesem gesegnet, Düsseldorf 1838
- Die Flucht nach Aegypten, 1839
- Rinaldo und Armida, Düsseldorf 1839
- Die Grablegung Christi, Düsseldorf 1841
- Die heilige Familie. Ruhe auf der Flucht nach Aegypten, Düsseldorf 1842
- Christus mit den Jüngern in Emaus, Düsseldorf 1842
- Die heilige Familie am Brunnen, um 1842
- Maria mit dem Christkinde, um 1842
- Judith mit dem Haupte des Holofernes, Düsseldorf 1843
- Die Kreuzabnahme Christi, um 1844
- Die heilige Caecilie, um 1844
- Lazarus und der reiche Mann, um 1844